# Municipio de McKinley (Dakota del Sur)
El municipio de McKinley (en inglés: McKinley Township) es un municipio ubicado en el condado de Marshall en el estado estadounidense de Dakota del Sur. En el año 2010 tenía una población de 46 habitantes y una densidad poblacional de 0,49 personas por km².

## Geografía
El municipio de McKinley se encuentra ubicado en las coordenadas 45°46′40″N 97°17′2″O / 45.77778, -97.28389. Según la Oficina del Censo de los Estados Unidos, el municipio tiene una superficie total de 93.08 km², de la cual 89,07 km² corresponden a tierra firme y (4.3 %) 4 km² es agua.

## Demografía
Según el censo de 2010, había 46 personas residiendo en el municipio de McKinley. La densidad de población era de 0,49 hab./km². De los 46 habitantes, el municipio de McKinley estaba compuesto por el 63,04 % blancos, el 32,61 % eran amerindios y el 4,35 % eran de una mezcla de razas. Del total de la población el 0 % eran hispanos o latinos de cualquier raza.